# Liste der Baudenkmäler in Gablingen
Auf dieser Seite sind die Baudenkmäler in der schwäbischen Gemeinde Gablingen zusammengestellt. Diese Tabelle ist eine Teilliste der Liste der Baudenkmäler in Bayern. Grundlage ist die Bayerische Denkmalliste, die auf Basis des Bayerischen Denkmalschutzgesetzes vom 1. Oktober 1973 erstmals erstellt wurde und seither durch das Bayerische Landesamt für Denkmalpflege geführt wird. Die folgenden Angaben ersetzen nicht die rechtsverbindliche Auskunft der Denkmalschutzbehörde.

## Ensembles

### Ensemble Pfarrkirche St. Martin und Fuggerschloss

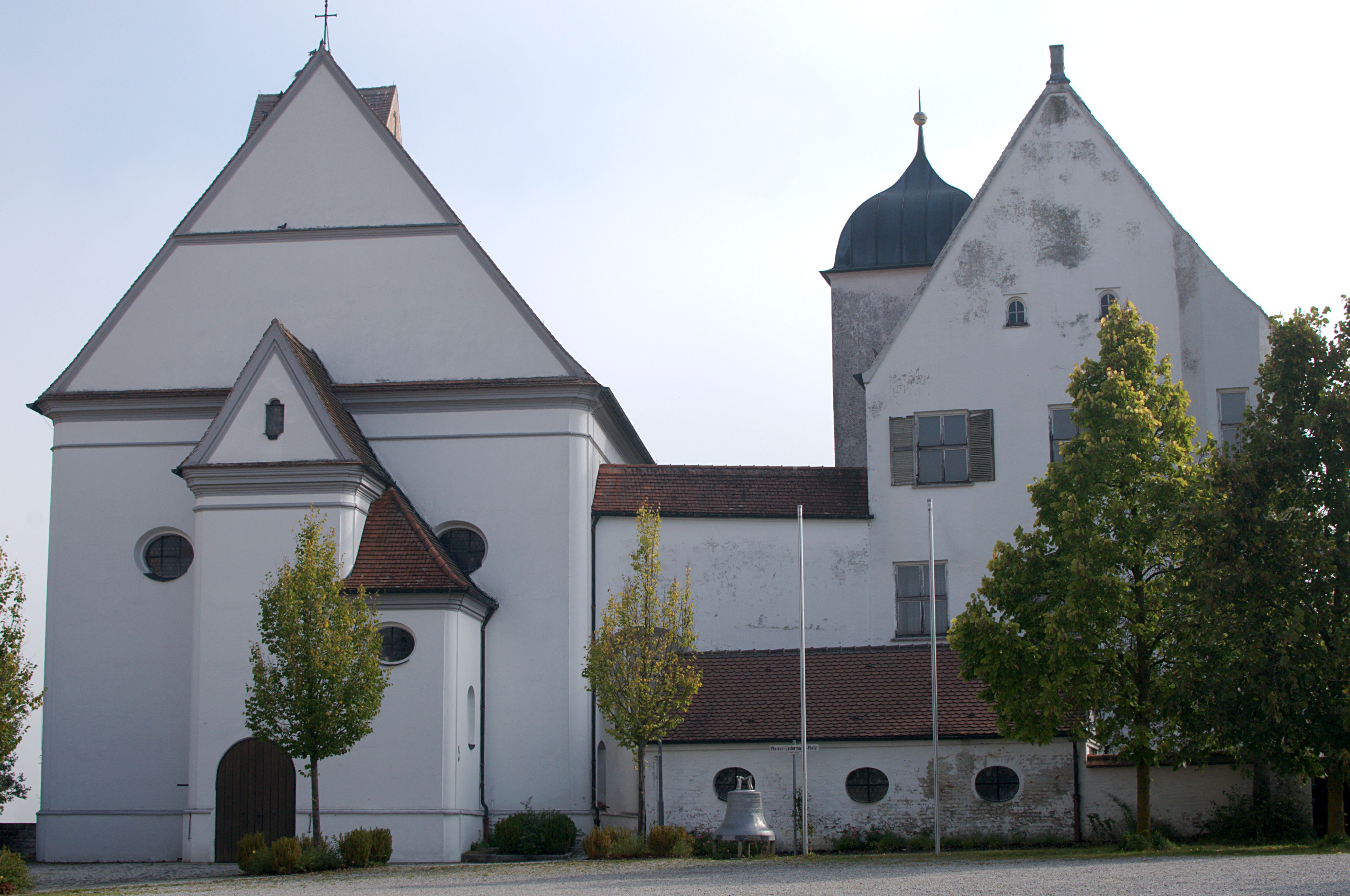

Das Ensemble umfasst die von weither sichtbar auf einem Hang über dem Schmuttertal aufragende Pfarrkirche St. Martin und das unmittelbar sich anschließende spätgotische Schloss Raimund Fuggers. Die Kirche, ein Barockbau Joseph Schmuzers, hat ihren spätgotischen Satteldachturm bewahrt. Sie ist vom Friedhof umgeben. Das Schlösschen, ein schmaler Bau mit Steilsatteldach und Erkern, setzt dem Kirchturm seinen Treppenhausturm entgegen, den eine Zwiebelhaube krönt. Schloss und Kirche sind durch einen gemauerten Übergang aus dem Jahre 1596 verbunden. Dem Schloss ist talwärts ein terrassierter ummauerter Schlossgarten vorgelagert. – Das Ensemble manifestiert das kirchliche und herrschaftliche Zentrum der ehemaligen Fuggerschen Herrschaft Gabelbach. Aktennummer: E-7-72-145-1.

## Baudenkmäler nach Ortsteilen

### Gablingen
| Lage                                 | Objekt                         | Beschreibung | Akten-Nr.             | Bild                           |
| ------------------------------------ | ------------------------------ | --- | --------------------- | ------------------------------ |
| Batzenhofer Straße 36 (Standort)     | Friedhofskapelle St. Markus    | Saalbau mit fünfseitigem Schluss und westlichem Dachreiter mit Zeltdach, 1. Drittel 17. Jahrhundert; mit Ausstattung; am Südwestende des Ortes. | D-7-72-145-8 Wikidata | weitere Bilder                 |
| Biberbacher Straße 12 (Standort)     | Bauernhaus                     | stattliche Anlage, zweigeschossiger Satteldachbau mit Schweifgiebeln, im Kern 2. Drittel 18. Jahrhundert, Wirtschaftsteil bezeichnet 1913 | D-7-72-145-1 Wikidata | Bauernhaus                     |
| Hauptstraße 1 (Standort)             | Gasthof                        | Gasthof Post, zweigeschossiger Walmdachbau mit klassizistischer Putzgliederung an der Südfassade, um 1790. | D-7-72-145-6          | Gasthof                        |
| Hauptstraße 11 (Standort)            | Bauernhaus                     | zweigeschossiger Satteldachbau mit Putzgliederungen und Hausfiguren in Erkernischen, bezeichnet 1910. | D-7-72-145-3 Wikidata | Bauernhaus                     |
| Pfarrer-Ledermann-Platz 1 (Standort) | Pfarrkirche                    | barocke Anlage, 1734 von Joseph Schmuzer errichtet, Turm 2. Hälfte 15. Jahrhundert; mit Ausstattung; ummauerter ehemaliger Friedhof; Kerkerkapelle, um 1740; mit Ausstattung.                                                                                             | D-7-72-145-4 Wikidata | weitere Bilder                 |
| Pfarrer-Ledermann-Platz 2 (Standort) | Ehemaliges Fuggersches Schloss | dreigeschossiger Satteldachbau mit Erkern und Turm, im Kern Anfang 16. Jahrhundert, 1586 erneuert; Übergang zur Kirche 1596, Anbau mit Walmdach, 19. Jahrhundert; Schlossgarten, ummauert und terrassiert, 16. Jahrhundert. Vgl. Pfarrkirche St. Martin und Fuggerschloss | D-7-72-145-5 Wikidata | Ehemaliges Fuggersches Schloss |

### Holzhausen
| Lage                                       | Objekt          | Beschreibung | Akten-Nr.             | Bild           |
| ------------------------------------------ | --------------- | --- | --------------------- | -------------- |
| Rothfeld (nördlich am Waldrand) (Standort) | Kreuzwegkapelle | Rechteckbau mit drei Rundbogenöffnungen und halbkreisbogigem Giebel mit Rechteckaufsatz, Ende 19. Jahrhundert; 14 Kreuzwegstationen, roter Sandstein, bez. Brenner, gleichzeitig | D-7-72-145-9 Wikidata | weitere Bilder |

### Lützelburg
| Lage                                          | Objekt                | Beschreibung | Akten-Nr.              | Bild           |
| --------------------------------------------- | --------------------- | --- | ---------------------- | -------------- |
| Affalterner Straße (Standort)                 | Fatimakapelle         | Rechteckbau mit neugotischer Putzgliederung und Satteldach, Mitte 19. Jahrhundert | D-7-72-145-11 Wikidata | weitere Bilder |
| Georgenstraße 20 (Standort)                   | Pfarrkirche St. Georg | Saalbau mit eingezogenem Chor und nördlichem Satteldachturm, Langhaus 1609, Chor und Turm 1612 von Elias Holl, 1641 durch Johann Ziegler erneuert, 1761 innen umgestaltet, 1991 Erweiterung nach Westen; mit Ausstattung. | D-7-72-145-10 Wikidata | weitere Bilder |
| Meierholz (nordwestlich des Ortes) (Standort) | Feldkapelle           | Rechteckbau mit Satteldach und halboffenem Vorraum, 1950; mit historischer Ausstattung | D-7-72-145-12 Wikidata | weitere Bilder |

### Muttershofen
| Lage                      | Objekt     | Beschreibung | Akten-Nr.              | Bild       |
| ------------------------- | ---------- | --- | ---------------------- | ---------- |
| Muttershofen 2 (Standort) | Sommersitz | Ehemaliger Sommersitz des Stiftes Heilig Kreuz in Augsburg, später Gasthaus St. Nikolaus, zweigeschossiger Bau mit Walmdach und Wappentafel, bezeichnet 1739. | D-7-72-145-13 Wikidata | Sommersitz |